# 劉家儀
劉家儀（1973年—），中山人，台灣國立中興大學歷史系文學士、北京大學國際法學碩士及中國法律法學碩士。

## 公共社會服與參與
- 婦女參政網絡 （页面存档备份，存于）主席
- 六四新生代秘書長
- 天安門母親運動成員[1][2][3]
- 支聯會常委[4]
- 香港電台節目自由講者
- 新婦女協會前主席
- 香港人民電台節目主持人
- 七一人民批發起人
- 北大香港會發起人及前主席
- 另類回歸陣線統籌及發言人
- 香港市民捍衛人權陣線統籌及發言人

## 現任及曾任職的工作
- 策略行政總監
- 劉慧卿立法會議員助理
- 劉慧卿、何秀蘭、余若薇、湯家驊、梁家傑選舉經理
- 民主黨地區幹事
- 山區義務教師
- 大學教授助理

## 出選區議會
2011年，劉家儀參選區議會，指出香港婦女參政一直遠低於國際標準，權力越大的組織如行政會議內女性的參政比例就越低。因此，劉家儀以婦女參政網絡主席身份參選，喚醒婦女參政權。 劉家儀出選沙田頌安區 (R23)，挑戰民建聯葛珮帆。 得票1721 (41.2%)，敗給葛珮帆 (2455票，58.8%)。

## 外部連結
- 劉雲會客室：香港天安門母親運動成員劉家儀 （页面存档备份，存于）
- 劉家儀一年兩被拒入境
- 「最大嘅敵人係民建聯」 （页面存档备份，存于），《蘋果日報》，2011年10月29日。
- 「鄭耀棠的水平」 （页面存档备份，存于），《蘋果日報》，2013年7月23日。